# Takahasi Takeo
Takahasi Takeo (Tokió, 1947. május 31. –) japán válogatott labdarúgó.

## Nemzeti válogatott
A japán válogatottban 14 mérkőzést játszott, melyeken 4 gólt szerzett.

## Statisztika
| Japán válogatott | Japán válogatott | Japán válogatott |
| Időszak          | Mérk.            | gól              |
| ---------------- | ---------------- | ---------------- |
| 1966             | 2                | 1                |
| 1967             | 1                | 0                |
| 1968             | 2                | 0                |
| 1969             | 1                | 0                |
| 1970             | 8                | 3                |
| Összesen         | 14               | 4                |